# هارتمن بیرونسن
هارتمن بیرونسن (انگلیسی: Hartmann Bjørnsen; ۲ فوریهٔ ۱۸۸۹ – ۲۵ سپتامبر ۱۹۷۴) ژیمناست هنری اهل نروژ بود.